# Pinguicula crenatiloba
Pinguicula crenatiloba este o specie de plante carnivore din genul Pinguicula, familia Lentibulariaceae, ordinul Lamiales, descrisă de Dc.. Conform Catalogue of Life specia Pinguicula crenatiloba nu are subspecii cunoscute.